# Arcidiecéze Birmingham
Arcidiecéze Birmingham je římskokatolická metropolitní arcidiecéze v Anglii, jejíž sídlo je v Birminghamu, kde se nachází metropolitní katedrála sv. Chada. Zahrnuje teritorium hrabství Oxfordshire, Staffordshire, West Midlands, Warwickshire a Worcester. Arcidiecéze je centrem birminghamské církevní provincie, kterou kromě ní tvoří další dvě diecéze: Diecéze Clifton se dílem v Bristolu a Diecéze Shrewsbury. Od roku 2009 ji vede arcibiskup Bernard Longley.

## Stručná historie
Již v roce 1688 vznikl apoštolský vikariát Distriktu Midlands, roku 1840 byl přejmenován na apoštolský vikariát centrálního distriktu. Na diecézi birminghamskou byl povýšen v roce 1850, roku 1911 byla diecéze povýšena na metropolitní arcidiecézi.
Roku 1982 navštívil Birmingham papež Jan Pavel II. Papež Benedikt XVI. zde během své návštěvy v roce 2010 blahoslavil kardinála Johna Henryho Newmana, který dlouho žil v oratoriu v Edgbastonu nedaleko Birminghamu.

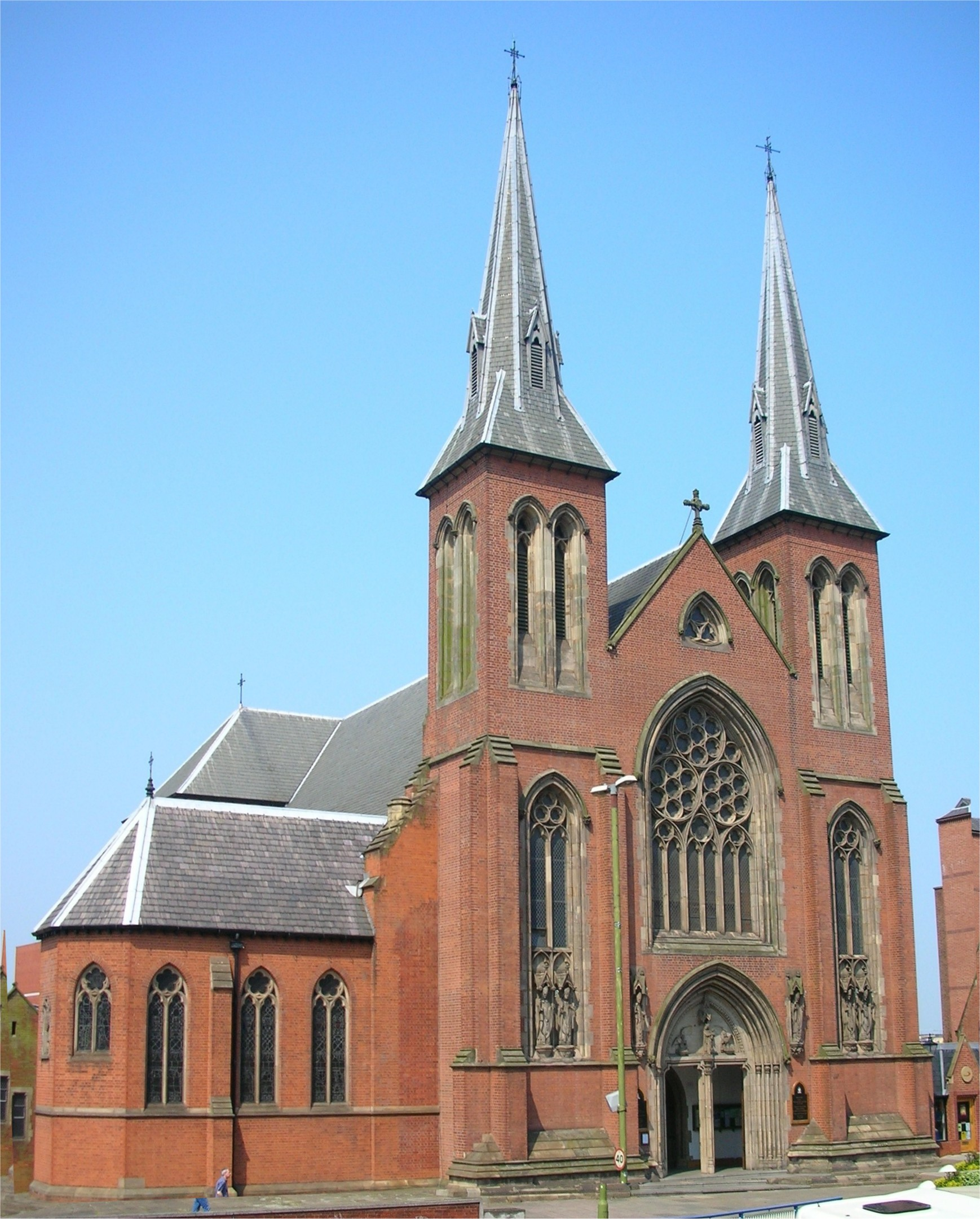
Katedrála sv. Chada v Birminghamu